# Tatra T97
El Tatra T97 es un vehículo clásico de cuatro puertas producido en un corto periodo de preguerra entre 1936 y 1939 por el fabricante, por entonces checoslovaco Tatra.

## Historia
El T97 fue diseñado en 1936 como una alternativa de menor tamaño al descomunal T87. En lugar de un motor V8, el T97 estaba motorizado por un motor de 1,8 L y cuatro cilindros opuestos. Con una potencia de 39 CV, el automóvil podía alcanzar una velocidad máxima de 130 km/h. El diseño también se simplificó, haciendo uso de solo dos faros delanteros en vez de tres, un parabrisas de una pieza, y una carrocería menor. La producción del modelo se canceló tras la Anexión de Checoslovaquia de 1938, posiblemente para evitar la comparación con el KdF-Wagen. Hasta entonces, se fabricaron un total de 508 unidades. En 1946, se restableció la fabricación, pero el nuevo gobierno comunista desechó al T97 en favor del Tatraplan, más barato y de concepción más "soviética"; su nombre proviene de la Economía Planificada comunista.

## Parecido con elVolkswagen Escarabajo
Tanto el diseño aerodinámico y las especificaciones técnicas, especialmente el motor boxer de cuatro cilindros montado en la trasera, confiere al T97 un gran parecido con el KdF-Wagen (posteriormente Volkswagen Escarabajo). Se cree que Ferdinand Porsche usó los diseños de Tatra bajo la presión de diseñar rápido y barato. De acuerdo con el libro Car Wars, Adolf Hitler se refirió al Tatra como "el tipo de coche que quiero ver por mis autopistas". Ferdinand Porsche después admitió que 'dio un leve vistazo a los modelos de la fábrica de Ledwinka' cuando se dispuso a diseñar el escarabajo de Volkswagen.

Tatra denunció a Porsche por plagio. De todas formas, el mismo Hitler canceló el proceso, diciendo que "él lo resolvería". Cuando Checoslovaquia fue invadida por los Nazis, la producción cesó inmediatamente. Tras la guerra, Tatra reabrió el proceso de demanda contra Volkswagen, obteniendo una indemnización de 3.000.000 marcos alemanes en 1961.
|  |  |  |